# Heliophila crithmifolia
Heliophila crithmifolia är en korsblommig växtart som beskrevs av Carl Ludwig von Willdenow. Heliophila crithmifolia ingår i släktet solvänner, och familjen korsblommiga växter. Inga underarter finns listade i Catalogue of Life.